# روز استقلال (بحرین)

روز استقلال بحرین در ۱۵ اوت ۱۹۷۱، که این کشور پس از نظرسنجی سازمان ملل از جمعیت بحرین استقلال خود را از بریتانیا اعلام کرد، رخ داد. انگلیسی‌ها در اوایل دهه ۱۹۶۰ خروج نیروهای خود را از شرق سوئز اعلام کردند.
بحرین در ۱۵ اوت ۱۹۷۱ استقلال خود را اعلام کرد، که نشان آن امضای معاهده دوستی با بریتانیایی‌ها بود که به توافقات قبلی بین دو طرف خاتمه داد.
اگرچه ۱۵ اوت تاریخ واقعی است که بحرین استقلال خود را از بریتانیا به دست آورد، این پادشاهی آن تاریخ را جشن نمی‌گیرد یا نشان گذاری نمی‌کند. در عوض، این دولت هر ساله ۱۶ دسامبر را به عنوان روز ملی جشن می‌گیرد که مصادف با روزی است که امیر فقید عیسی بن سلمان آل خلیفه به سلطنت  رسید. به این ترتیب، ۱۶ دسامبر یک تعطیلی ملی است و معمولاً با نمایش آتش بازی جشن گرفته می‌شود. این جشن معمولاً در پیست بین‌المللی بحرین برگزار می‌شود.